# Cora Coralina
Œuvres principales
Poemas dos Becos de Goiás e estórias Mais
O Tesouro da Casa Velha
Cora Coralina, nom de plume d'Ana Lins dos Guimarães Peixoto Bretas (née le 20 août 1889 à Goiás, Brésil, et morte le 10 avril 1985 dans la même ville), est une poétesse et pédagogue brésilienne.

## Liminaire
Cora Coralina est considérée comme l'une des plus grandes poétesses brésiliennes du XXe siècle. Elle publie son premier livre Poemas dos Becos de Goiás e Estórias. Mais en 1965, à l'âge de soixante-quinze ans.

## Biographie
Jacinta Luísa do Couto Brandão donne naissance le 20 août 1889 à la petite Ana dans la maison familiale, bâtie au bord du Rio Vermelho (de). Son père, Francisco Paula Lins Guimarães Peixoto, était juge sous l'empereur Pierre II.
Elle publie ses premiers poèmes dans les journaux locaux de Goiás vers l'âge de quatorze ou quinze ans et y fréquente le salon littéraire de Dona Virgínia da Luz Vieira, le Clube Literário Goiano. Boulangère de profession, elle se marie avec un avocat, Cantídio Tolentino de Figueiredo Bretas. Le couple habite à São Paulo jusqu'aux années 1960. Ils auront six enfants. Devenue veuve en 1965, Ana retourne dans sa ville natale, où elle commence à publier ses œuvres.
Pendant une grande partie de sa vie, elle vit dans sa boulangerie-pâtisserie. Puis, après la mort de son mari, elle ouvre une librairie à Goiás. C'est à cette époque-là qu'elle prend le pseudonyme de Cora Coralina et écrit qu’elle « ... perd définitivement ses peurs... ».
Elle a également enregistré un disque de tous ses poèmes, édité par la maison de production Paulinas Comep.
Elle meurt le 10 avril 1985, à quatre-vingt-quinze ans, dans sa maison, par la suite transformée en musée.

## Œuvres

### Livres
- Estórias da Casa Velha da Ponte (contes)
- Poemas dos Becos de Goiás e estórias mais (poésies)
- Meninos Verdes (livre pour enfants)
- Meu Livro de Cordel
- O Tesouro da Casa Velha
- A Moeda de Ouro que o Pato Engoliu (livre pour enfants)
- Vintém de Cobre
- As Cocadas (livre pour enfants)

### Autres liens
- Randonnée/trek de 194 km